# Nijgadh
Nijgadh (nep. निजगढ) – gaun wikas samiti w środkowej części Nepalu w strefie Narajani w dystrykcie Bara. Według nepalskiego spisu powszechnego z 2001 roku liczył on 3321 gospodarstw domowych i 18219 mieszkańców (9004 kobiet i 9215 mężczyzn).